# Carlos Brown
Carlos Brown (25 februari 1882 – 12 augustus 1926) was een Argentijnse voetballer van Schotse afkomst. 
Brown speelde voor Alumni Athletic en behaalde meerdere titels met deze club, later speelde hij nog voor Quilmes. Hij speelde ook 36 keer voor het nationale elftal en kon twee keer scoren. 
Carlos had nog vier broers (Alfredo, Ernesto, Jorge en Eliseo) en een neef (Juan Domingo), die allen ook bij Alumni en het nationale elftal speelden. Verder had hij ook nog twee voetballende broers, Diego en Tomás, die echter geen international werden. 